# 蔡庄水库
蔡庄水库是中国山西省晋中市寿阳县境内的一座水库，位于白马河上，建于1962年。水库正常库容为150万立方米，集雨面积为223平方千米，海拔为1011.6米。